# Гаи-Смоленские
Гаи-Смоленские (укр. Гаї-Смоленські) — село в Бродовской городской общине Золочевского района Львовской области Украины.
Население по переписи 2001 года составляло 484 человека. Занимает площадь 2,69 км². Почтовый индекс — 80650. Телефонный код — 3266.

## Известные уроженцы
- Дутчак, Ярослав Йосифович (1933—1988) — украинский учёный-физик.